# Ácido alfa-aminobutírico
Ácido alfa-aminobutírico é um dos isômeros do ácido gama-aminobutírico (GABA). Apesar de ser um aminoácido essencial, não faz parte dos aminoácidos codificados pelo código genético.
É um composto intermediário importante na biosíntese do ácido oftálmico e dos oftalmatos.